# Studentenwohnanlage Freiwasser

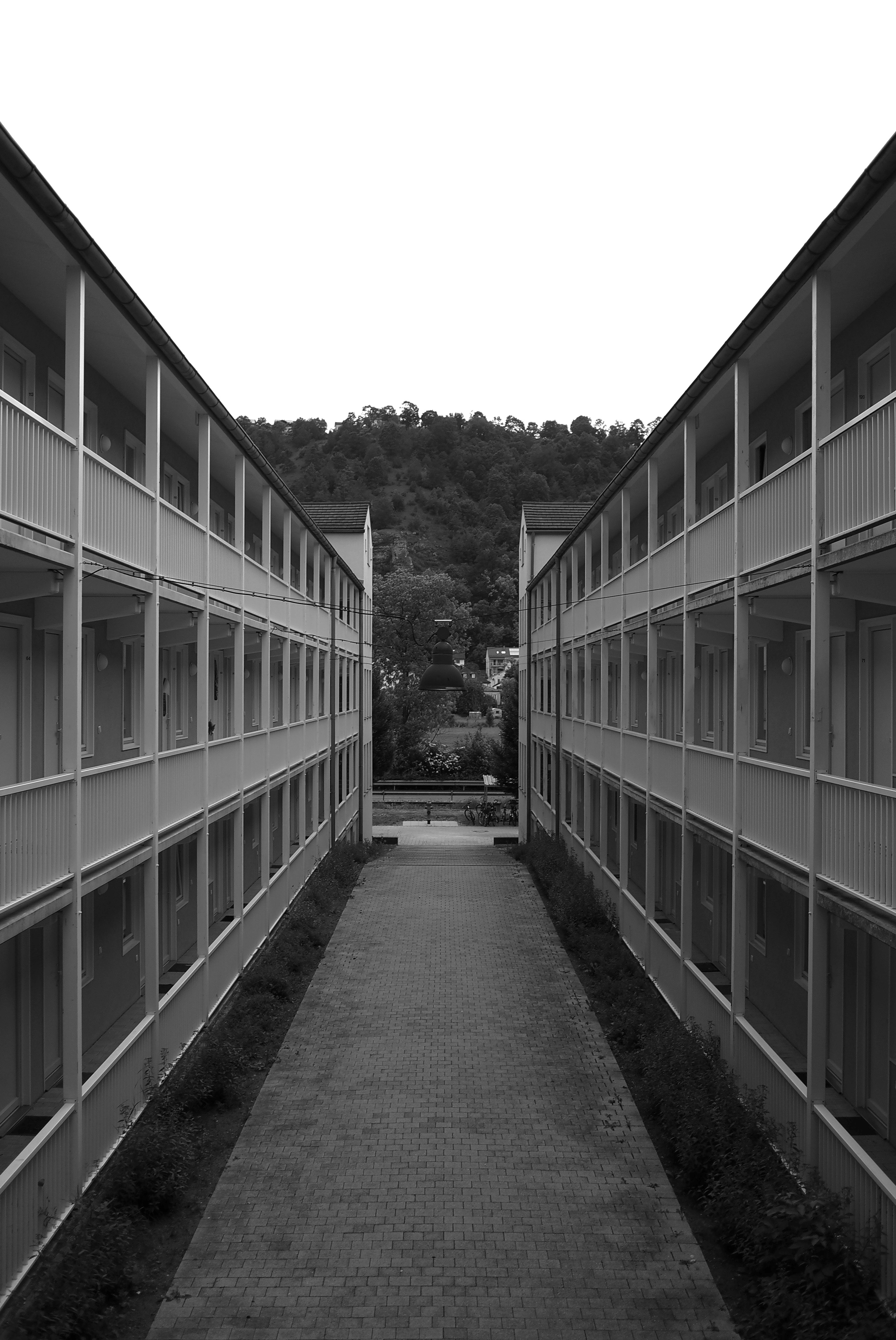
Verbindung - Willibaldsburg zur Altmühl

Die Studentenwohnanlage Freiwasser in Eichstätt wurde 1993 nach Plänen von Hilmer & Sattler und 1994 nach Plänen von Diezinger & Kramer errichtet. Es ist ein Bau der Moderne.

## Lage
Die Studentenwohnanlage liegt unterhalb der Willibaldsburg am Stadtrand von Eichstätt in der Gundekarstraße in direkter Nähe zur Freiwasser, dem Seitenfluss der Altmühl.

## Geschichte und Architektur

### Bauwerk 1993
Die erste Wohnanlage entstand in den Jahren von 1990 bis 1993 nach Plänen der Münchner Architekten Heinz Hilmer und Christoph Sattler. Zwei winkelförmige Baukörper mit jeweils längeren Armen bilden eine schmale Gasse, die beidseitig von offenen Laubengängen begleitet werden und zugleich sowohl als gemeinschaftliche Mitte, als auch als Verbindung der Altmühl zur höhergelegenen Gundekarstraße, bzw. der Burg dient. Die Eckbauten sind massiv ausgeführt und werden betont. Zwischen diesen Merkzeichen reihen sich die Standard-Apartments. Diese städtebauliche Anordnung weist auf die Postmoderne, die Architekten wie Aldo Rossi, Robert Venturi oder Michael Graves prägten, hin.

### Bauwerk 1994
In den Jahren 1991 bis 1994 folgte der zweite Bauabschnitt von den örtlichen Architekten Norbert Diezinger und Gerhard Kramer. Es handelt sich um vier Zeilenbauten entlang der Gundekarstraße. Unterschiedlich große Appartementtypen von 20 bis 40 Quadratmetern. Eine begrünte Tiefgarage befindet sich in den Häuserabständen.

## Städtebau
Das Konzept des Wettbewerbs für das Eisenbahngelände, den der österreichische Architekt und Universitätsprofessor Adolf Krischanitz zusammen mit Rudolf Scherzer unter der Jury von Friedrich Achleitner, Max Bächer, Carl Fingerhuth, Andreas Mühlbauer und Karljosef Schattner gewinnen konnte, wurde bei den beiden Bauabschnitten aufgenommen – die Verbindung der Altmühl zur Willibaldsburg. Diese wertvolle Verbindung dient bei dem ersten Bauabschnitt als Erschließungszone der beiden L-förmigen Baukörpern. Der Blick von der Altmühl zur Willibaldsburg bleibt gewahrt. Der zweite Bauabschnitt besitzt einen großzügigen Häuserabstand und somit erfüllt es auch die Beziehung der Burg zur Flusslandschaft.

## Projektbeteiligte & Daten
(Quelle:)

### Bauwerk 1993
- Architekt: Hilmer & Sattler
- Mitarbeiter 1993: Fritz Treugut, Barbara Schelle
- Fotograf: Jens Weber
- Studentenwohnungen: 144
- Adresse: Freiwasser 5

### Bauwerk 1994
- Architekt: Diezinger & Kramer
- Mitarbeiter: Richard Breitenhuber
- Fotograf: Stefan Müller-Naumann
- Studentenwohnungen: 127
- Adresse: Gundekarstraße 12–18

### Bauwerk 1993 und 1994
- Ausführung: Seibold + Seibold
- Bauherr: Siegfried Schmitt, Gersthofen[5]
- Baukosten: 13 Millionen Euro